# Municipio de Hampden (Pensilvania)
El municipio de Hampden (en inglés: Hampden Township) es un municipio ubicado en el condado de Cumberland en el estado estadounidense de Pensilvania. En el año 2000 tenía una población de 24.135 habitantes y una densidad poblacional de 524.4 personas por km².

## Geografía
El municipio de Hampden se encuentra ubicado en las coordenadas 40°05′00″N 77°15′59″O / 40.08333, -77.26639.

## Demografía
Según la Oficina del Censo en 2000 los ingresos medios por hogar en la localidad eran de $60,011 y los ingresos medios por familia eran de $70,009. Los hombres tenían unos ingresos medios de $48,848 frente a los $32,277 para las mujeres. La renta per cápita de la localidad era de $28,977. Alrededor del 2,8% de la población estaba por debajo del umbral de pobreza.

## Gobierno
Hampden tiene la sede del Departamento de Correcciones del Estado de Pensilvania.